# Corneto (Puglia)

Corneto è stato un borgo medievale della Capitanata, attestato a partire dall'XI secolo e distrutto nel 1349, situato nel territorio dell'odierno comune di Ascoli Satriano sulla strada che passando da Melfi portava a Foggia.

## Storia
Fu un casale in possesso dell'abbazia della Santissima Trinità di Venosa, a cui venne donato da Roberto il Guiscardo nel 1063.
Il casale prosperò e in una cronaca di Venosa del XII secolo è citato come uno dei più grandi del regno.
Nel 1191 subì un saccheggio da parte dell'imperatore Enrico VI, in seguito all'appoggio dato dall'abbazia venosina a Tancredi di Lecce che gli contendeva il trono di Sicilia.
I Cavalieri teutonici ottennero diverse donazioni di terre presso Corneto a partire dal 1226, inizialmente soggette alla commenda di Barletta. In seguito ad una cospicua ulteriore donazione da parte dell'imperatore Federico II, nel 1231 il gran maestro Ermanno di Salza, amico e consigliere dell'imperatore, vi istituì una commenda autonoma, che ebbe sede a poca distanza dal borgo, nella Torre Alemanna, tuttora conservata. Primo "commendatore" fu Algotio.
Nel 1232 vi morì e vi fu sepolto il monaco francescano Benvenuto da Gubbio, per il quale il casale di Corneto richiese al papa la canonizzazione.
Nei pressi si trovava una scuderia di proprietà imperiale
L'abitato fu circondato da un muro con fossato e il castrum (centro fortificato) fu restituito nel 1268 da Carlo I d'Angiò all'abbazia di Venosa. Nel 1297 i beni dell'abbazia a Corneto, in seguito alla sua soppressione, passarono per volere di papa Bonifacio VIII all'ordine di San Giovanni di Gerusalemme, che vi stabilì una masseria (domus terre Cornete)
Agli inizi del XIV secolo il borgo godeva di grande prosperità e ugualmente prospera era la commenda teutonica.
Nel 1349 il borgo fu distrutto nell'ambito della guerra tra la regina Giovanna I di Napoli e Luigi I d'Ungheria. La Torre Alemanna rimase il centro di una grande azienda agricola gestita dall'ordine teutonico che a partire dalla metà del XV secolo appartenne alla commenda cardinalizia di abbazia di San Leonardo di Siponto.